# Tchuca ruma
Lo Tchuca ruma è un gioco astratto della famiglia dei mancala; è uno dei pochi solitari della famiglia, e uno dei più ingegnosi. L'origine di questo gioco e dove effettivamente sia ancora giocato è oggetto di controversia scientifica. Alcuni autori identificano il luogo d'origine nell'India, altri nelle Filippine, le Maldive o la Russia. Probabilmente, il gioco è stato inventato indipendentemente in più luoghi, perché le regole del gioco sono basate su una semplice variante alle regole di molti giochi di mancala per due giocatori. Il nome suggerisce un'origine indonesiana o malese; la parola rumah significa infatti "casa" nelle lingue della zona, e chuka (in malese; cuka in indonesiano) si riferisce al tamarindo, i cui semi sono comunemente usati come pedine per i mancala nel sudest asiatico.

## Regole

### Tavoliere e disposizione iniziale
Lo Tchuca ruma si gioca su un tavoliere composto da una singola fila di 5 buche. La buca più a destra è diversa dalle altre (e più grande) e viene chiamata ruma. All'inizio del gioco, vengono posizionati due semi in ciascuna delle quattro buche più a sinistra:
2  2  2  2   0

### Obiettivo del gioco
L'obiettivo del gioco è depositare tutti i semi nella ruma per mezzo di movimenti validi.

### Turno
Il movimento di base è quello caratteristico dei giochi di mancala, ovvero la semina. Consiste nel prendere tutti i semi da una buca e ridistribuirli disponendoli uno in ogni buca seguente del tavoliere, nell'ordine, da sinistra a destra. Se la semina arriva alla ruma, e rimangono ancora altri semi da distribuire in mano, la semina continua ripartendo dalla prima buca a sinistra. La semina è a staffetta; in altre parole, se l'ultimo seme di una semina cade in una buca contenente uno o più semi, tutti i semi della buca vengono raccolti (incluso quello appena deposto) e la semina riprende a partire dalla buca successiva. Se la semina termina nella ruma, il giocatore può cominciare una nuova semina da una qualunque buca. Se l'ultimo seme cade in una buca vuota, il gioco termina, e il giocatore ha fallito.

## Varianti
Esiste un'altra versione del gioco, più difficile, che varia soltanto per la quantità di semi all'inizio del gioco. Si gioca con le stesse regole e lo stesso obiettivo. Il gioco inizia però con 6 semi in ogni buca normale:
6  6  6  6   0
Una variante moderna denominata Tchoukaillon è stata sviluppata nel 1977 dal matematico francese Véronique Gautheron, e analizzata da A. Deledicq e A. Popova A. e successivamente da  D. M. Broline e D. E. Loeb, D. E. nel 1995. Il gioco ha ricevuto una certa attenzione nella teoria combinatoria dei giochi.